# Servicio de Administración Tributaria
El Servicio de Administración Tributaria (SAT) es un órgano administrativo desconcentrado de la Secretaría de Hacienda y Crédito Público (SHCP). Es la máxima autoridad fiscal responsable del cobro de impuestos en México.
Administra el Registro Federal de Contribuyentes (RFC) en la que cada persona moral o física mayor de dieciocho años tiene la obligación de registrarse para contribuir de forma equitativa al presupuesto público. Asimismo, genera y proporciona la información necesaria para la planificación, evaluación y ejecución de las políticas públicas en materia tributaria.
El SAT se creó el 1 de julio de 1997 por decreto del entonces presidente Ernesto Zedillo. Fue parte de una reforma tributaria en 1995 que reorganizó el organigrama de la SHCP para tener una dependencia exclusivamente tributaria.

## Historia

### Creación del SAT
El 15 de diciembre de 1995 se publicó la Ley del Servicio de Administración Tributaria, mediante la cual se creó el nuevo órgano desconcentrado como máxima autoridad fiscal. En marzo de 1996 se autorizó y registró una nueva estructura orgánica de la Secretaría de Hacienda y Crédito Público. En el ámbito de la Subsecretaría de Ingresos, se cambió la denominación de la Administración General de Interventoría, Desarrollo y Evaluación por Administración General de Información, Desarrollo y Evaluación; y de la Dirección General de Política de Ingresos y Asuntos Fiscales Internacionales por Dirección General de Política de Ingresos, se crearon las direcciones generales de Interventoría y de Asuntos Fiscales Internacionales.

### Inicio de funciones
El 1 de julio de 1997 entró en funciones el órgano desconcentrado denominado Servicio de Administración Tributaria, cuyo Reglamento Interior se publicó el 30 de junio del mismo año. Este órgano sustituyó en sus funciones a la Subsecretaría de Ingresos y con su creación surgieron diferentes unidades administrativas:
Presidencia del SAT:
- Unidad de Comunicación Social.
- Secretariado Técnico de la Comisión del Servicio Fiscal de Carrera.
- Dirección General de Interventoría.
- Dirección General de Planeación Tributaria.
- Dirección General de Asuntos Fiscales Internacionales.
- Dirección General de Coordinación con Entidades Federativas.
- Dirección General de Tecnologías de la Información.
- Administración General de Recaudación
- Administración General de Auditoría Fiscal
- Administración General Jurídica de Recaudacion.
- Administración General de Aduanas.
- Coordinación General de Recursos.

Así como las administraciones regionales y locales dependientes de las administraciones generales de Recaudación, Auditoría Fiscal Federal, Jurídica de Ingresos y Aduanas; y las coordinaciones regionales y locales de Recursos, dependientes de la Coordinación General de Recursos.

### Reasignación de facultades
La dinámica operativa y funcional del SAT motivó la necesidad de reasignar las facultades en materia de política de ingresos, incluidas la política fiscal y aduanera y la de estímulos fiscales, que ya tenía conferidas en su reglamento interior, con el fin de mantener congruencia con la política hacendaria, económica y social del país.
Con tal medida, este órgano desconcentrado redujo su estructura orgánica al desaparecer la Dirección General de Interventoría, cuyas funciones y recursos se redistribuyeron a la Contraloría Interna. 
Se transfirieron a la SHCP los recursos y funciones de las direcciones generales de Coordinación con Entidades Federativas, Asuntos Fiscales Internacionales y Planeación Tributaria, para integrarlas a la estructura orgánica que conformaría la nueva Subsecretaría de Ingresos. Dichos cambios fueron formalizados mediante decreto publicado el 10 de junio de 1998.[cita requerida]

### Cambios estructurales
El 3 de diciembre de 1999 se publicó un nuevo Reglamento Interior del SAT,[cita requerida] con los siguientes cambios en su estructura orgánica: 
- Desapareció la Unidad de Comunicación Social, las administraciones regionales de Recaudación, de Auditoría Fiscal, Jurídica de Ingresos y de Aduanas y las coordinaciones regionales de Recursos.
- Se crearon las Administraciones Generales de Grandes Contribuyentes y de Coordinación y Evaluación Tributaria, las administraciones estatales y metropolitanas y las administraciones locales de Grandes Contribuyentes.

El 22 de marzo de 2001 un nuevo Reglamento Interior,[cita requerida] en el cual se presentaron los siguientes cambios de denominación dentro de su estructura orgánica: 
- La Administración General Jurídica de Ingresos cambió por Administración General Jurídica.
- La Administración General de Recursos cambió a Administración General de Innovación y Calidad.
- La Administración General de Coordinación y Evaluación Tributaria por Administración General de Evaluación.

Se crearon las administraciones generales de:
- Asistencia al Contribuyente.
- Destino de Bienes de Comercio Exterior propiedad del Fisco Federal.
- La Administración Central de Investigación de Operaciones.
- Las administraciones regionales de Evaluación.
- Las subadministraciones de Innovación y Calidad para las administraciones locales y Aduanas.

El 30 de abril de 2001 se publicó el decreto mediante el cual se reformó el artículo segundo del RISAT, que transfiere la Administración Central de Investigación de Operaciones a la Secretaría de Hacienda y Crédito Público. 
El 12 de junio de 2003 se publicó el Decreto que reforma la Ley del SAT,[cita requerida] con los siguientes cambios:
- La Presidencia del SAT modificó su denominación por Jefatura del SAT.

En materia de recaudación estableció el pago de contribuciones mediante la entrega de obras plásticas que realizaran los autores.

### Revisión del plan estratégico
El SAT revisó su plan estratégico y elaboró un programa de acciones de corto plazo, así como los programas operativos de cada una de las unidades administrativas, incluidos los indicadores de cumplimiento respectivo. Asimismo, estableció un sistema de evaluación del desempeño de dichas unidades hasta el ámbito de administración local, tanto de impuestos internos como de aduanas. El 17 de junio de 2003 se reformó el RISAT,[cita requerida] por el cual se transfirieron los recursos materiales y financieros con que contaba la Administración General del Destino de Bienes de Comercio Exterior, propiedad del Fisco Federal, al Servicio de Administración y Enajenación de Bienes, para realizar las actividades de administración, enajenación y destrucción de mercancías de procedencia extranjera que hayan pasado a propiedad del fisco federal.
El 13 de julio de 2012 se publicaron modificaciones al Reglamento Interior,[cita requerida] donde se presentaron los siguientes cambios en la estructura orgánica:
- A. Jefatura.
- B. Unidades Administrativas Centrales:
- I. Administración General de Aduanas.
- II. Administración General de Servicios al Contribuyente.
- III. Administración General de Auditoría Fiscal Federal.
- IV. Administración General de Grandes Contribuyentes:
- V. Administración General Jurídica.
- VI. Administración General de Recaudación.
- VII. Administración General de Recursos y Servicios.
- VIII. Administración General de Comunicaciones y Tecnologías de la Información.
- IX. Administración General de Evaluación.
- X. Administración General de Planeación.
- XI. Administración General de Auditoría de Comercio Exterior.
- C. Unidades Administrativas Regionales.
- I. Administraciones Regionales.
- II. Administraciones Locales.
- III. Aduanas.
- Órgano Interno de Control.

### Cambios en la Administración General de Innovación y Calidad

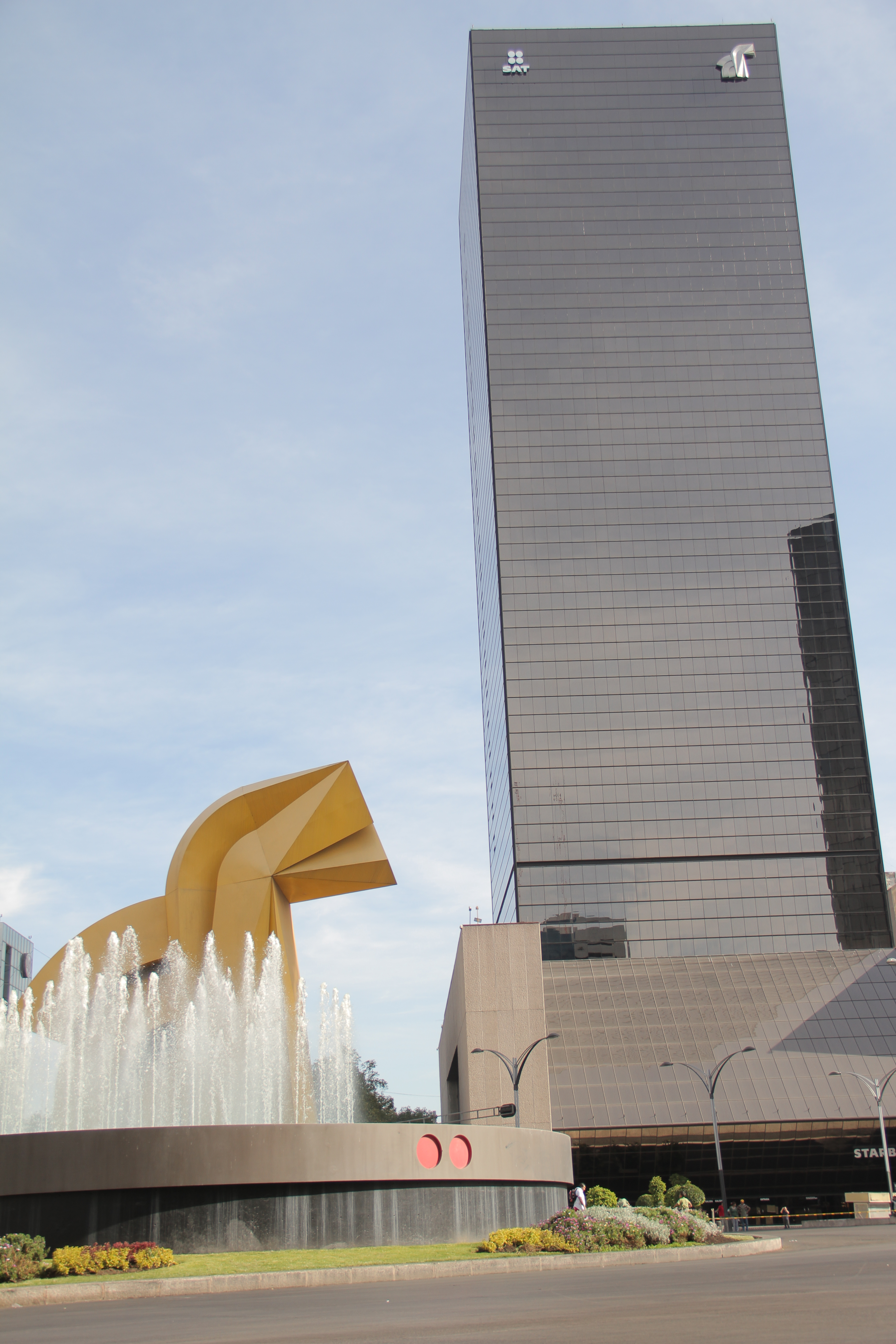
Oficinas del SAT ubicadas en la Torre del Caballito.

El 12 de mayo de 2006 se publicó el decreto en el que destacan las modificaciones de la Administración General de Innovación y Calidad, donde cambian las denominaciones de la Administración Central de Recursos Humanos por Administración Central de Capital humano y de la Administración Central de Recursos Materiales y Servicios por Administración Central de Recursos Materiales.
Por otra parte, desaparecen las subadministraciones locales de Innovación y Calidad y surgen la Administración Central de Operaciones Administrativas, las administraciones de Servicios y las subadministraciones de los Centros de Servicios Administrativos. Asimismo, se crea la Aduana de Guanajuato, dentro de la estructura de la Administración General de Aduanas, con la que se tienen 49 aduanas en todo el país.
El desarrollo tecnológico aplicado en el campo fiscal en México ha traído beneficios para los contribuyentes, gracias a las actualizaciones que han facilitado el pago de las obligaciones, simplificando y mejorando los procesos para agilizar el cumplimiento de conformidad con las disposiciones legales.
A partir de 2006, se han dado muchas innovaciones y cambios de mejora en el Servicio de Administración Tributaria. Entre estas innovaciones se encuentran una mayor capacitación de todos sus servidores públicos, así como la inclusión generalizada de sistemas de control de accesos de todos sus servidores públicos al edificio en el que se encuentra la Administración de que se trate, lo que los obliga a registrarse tanto cuando ingresan a realizar sus labores, como cuando salen de dicho inmueble, ya que, cuando no se contaba con estos controles, existían quejas de que en múltiples ocasiones, los servidores públicos salían indiscriminadamente del edificio sin registrar su entrada o salida, cosa que llevaba a las Administraciones Locales, que ahora llevan el nombre de Administraciones Desconcentradas, a tener un deficiente funcionamiento y control interno. Este problema no se presentaba, por ejemplo, en las Administraciones Centrales del Servicio de Administración Tributaria, debido a que en estas, ya se contaba con la puesta en marcha de sistemas de control de acceso más avanzados, en comparación a las ahora llamadas Administraciones Desconcentradas, generando así que el Servicio de Administración Tributaria se encuentre a la vanguardia a nivel internacional, colocando a México como uno de los mejores sistemas de recaudación de América Latina, según la Comisión Económica para América Latina y el Caribe (Cepal).
Con toda esta modernización, se ha dotado de mayor transparencia, rapidez, seguridad y personalización al sistema de cumplimiento tributario en México, favoreciendo tanto a personas físicas como a micro, pequeños y medianos empresarios.
Entre las innovaciones a favor de un mejor cumplimiento fiscal, el Servicio de Administración Tributaria (SAT) ha puesto a disposición de los usuarios la herramienta "Mi Contabilidad", además de novedades en la factura electrónica y el esquema de atención a los usuarios.
Aunque el cambio tecnológico ha representado importantes beneficios para el sistema en general, Osvaldo Santín Quiroz, Jefe del Servicio de Administración Tributaria, durante el evento "Innovación SAT 2017", reconoció que todavía existían grandes retos relacionados con el proceso de pagos de impuestos y el cumplimiento de obligaciones. Sin embargo, la recaudación en los últimos cinco años ha aumentado en más del 60%, a razón de un promedio de 16% anual, representando el 13.9% del Producto interno bruto (PIB).[cita requerida]

## Funciones
Conforme a la Ley del SAT, el organismo cuenta con, entre otras, las siguientes atribuciones:
1. Recaudar los impuestos, contribuciones de mejoras, derechos, productos, aprovechamientos federales y sus accesorios de acuerdo a la legislación aplicable.
2. Dirigir los servicios aduanales y de inspección.
3. Representar el interés de la Federación en controversias fiscales.
4. Determinar, liquidar y recaudar las contribuciones, aprovechamientos federales y sus accesorios cuando, conforme a los tratados internacionales de los que México sea parte, estas atribuciones deban ser ejercidas por las autoridades fiscales y aduaneras del orden federal.
5. Solicitar y proporcionar a otras instancias e instituciones públicas, nacionales o del extranjero, el acceso a la información necesaria para evitar la evasión o elusión fiscales, de conformidad con las leyes y tratados internacionales en materia fiscal y aduanera.
6. Vigilar y asegurar el debido cumplimiento de las disposiciones fiscales y aduaneras y, en su caso, ejercer las facultades de comprobación previstas en dichas disposiciones.
7. Participar en la negociación de los tratados internacionales que lleve a cabo el Ejecutivo Federal en las materias fiscal y aduanera, así como celebrar acuerdos interinstitucionales en el ámbito de su competencia.
8. Fungir como órgano de consulta del Gobierno Federal en las materias fiscal y aduanera.
9. Localizar y listar a los contribuyentes con el objeto de ampliar y mantener actualizado el registro respectivo.
10. Allegarse la información necesaria para determinar el origen de los ingresos de los contribuyentes y, en su caso, el cumplimiento correcto de sus obligaciones fiscales.
11. Diseñar, administrar y operar la base de datos para el sistema de información fiscal y aduanera, proporcionando a la Secretaría de Hacienda y Crédito Público los datos estadísticos suficientes que permitan elaborar de manera completa los informes que en materia de recaudación federal y fiscalización debe rendir el Ejecutivo Federal al Congreso de la Unión.
12. Contribuir con datos oportunos, ciertos y verificables al diseño de la política tributaria.
13. Emitir los marbetes y los precintos que los contribuyentes deban utilizar cuando las leyes fiscales los obliguen.

El personal adscrito al Servicio de Administración Tributaria, en términos de la Ley Federal de Armas de Fuego y Explosivos, podrá ser autorizado para portar armas en el ejercicio de las facultades que tenga conferidas; asimismo, cuando con motivo del ejercicio de dichas facultades practique alguna detención o advierta la comisión de una probable conducta delictiva, deberá adoptar las medidas conducentes conforme a la Constitución.

## Composición
El SAT está integrado por una Junta de Gobierno, que constituye su órgano principal de dirección, por un Jefe que es nombrado y removido por el presidente de la República con la ratificación del Senado y por unidades administrativas. El jefe del SAT es el enlace entre la institución y las demás entidades gubernamentales tanto de carácter federal y estatal como municipal; y de los sectores social y privado en las funciones encomendadas al propio Servicio de Administración Tributaria.
La Junta de Gobierno del SAT está integrada por:
- El titular de la Secretaría de Hacienda y Crédito Público, quien la presidirá.
- Tres consejeros elegidos por el Secretario de Hacienda de entre los empleados superiores de Hacienda.
- Tres consejeros independientes designados por el presidente de la República, dos de los cuales deberán haber sido propuestos por la Reunión Nacional de Funcionarios Fiscales en los términos de la Ley de Coordinación Fiscal.

Por su parte, las unidades administrativas son las siguientes:
- Jefatura.[9]
- Unidades administrativas Centrales.
  - Administración General de Recaudación.
  - Administración General de Aduanas.
  - Administración General de Auditoría Fiscal Federal.
  - Administración General de Auditoría de Comercio Exterior.
  - Administración General de Grandes Contribuyentes.
  - Administración General de Hidrocarburos.
  - Administración General de Servicios al Contribuyente.
  - Administración General Jurídica.
  - Administración General de Planeación.
  - Administración General de Recursos y Servicios.
  - Administración General de Comunicaciones y Tecnologías de la Información.
  - Administración General de Evaluación.
- Unidades Administrativas Desconcentradas (Administraciones Desconcentradas de Servicios al Contribuyente, de Auditoría Fiscal, Jurídicas y de Recaudación).
- Aduanas.

Las administraciones generales y las administraciones centrales, tienen su sede en la Ciudad de México y ejercen sus atribuciones en todo el territorio nacional.
Las unidades desconcentradas tienen diversas sedes en las Entidades Federativas, pero ejercen sus atribuciones en todo el territorio nacional.

## Registro Federal de Contribuyentes
Cada persona física o moral queda registrada ante el SAT con una clave, denominada Registro Federal de Contribuyentes (RFC). Otorgando mayores facilidades para inscribirse al RFC y para cumplir con las obligaciones, el SAT ha logrado incorporar a más del 100 por ciento de la población económicamente activa, lo cual coloca al país en niveles comparables de países de la Organización para la Cooperación y el Desarrollo Económicos (OCDE).
El crecimiento del padrón de contribuyentes muestra un gran dinamismo, al mes de junio de 2017 dicho padrón está conformado por 61.6 millones de contribuyentes, lo que significa un aumento de 15.5% respecto al mismo mes del año anterior.
| Año  | Personas Físicas | Grandes Contribuyentes (PF) | Asalariados (PF) | Personas Morales | Grandes Contribuyentes (PM) | Total      |
| ---- | ---------------- | --------------------------- | ---------------- | ---------------- | --------------------------- | ---------- |
| 2010 | 10,587,312       | 4                           | 16,562,605       | 1,205,310        | 13,807                      | 28,369,038 |
| 2011 | 11,571,448       | 2                           | 20,686,083       | 1,307,398        | 14,911                      | 33,579,842 |
| 2012 | 12,086,798       | 17                          | 23,531,445       | 1,403,401        | 15,518                      | 37,037,179 |
| 2013 | 12,485,385       | 39                          | 24,602,689       | 1,494,412        | 16,122                      | 38,598,647 |
| 2014 | 14,483,685       | 62                          | 25,882,217       | 1,588,195        | 16,745                      | 41,970,904 |
| 2015 | 17,342,084       | 6,581                       | 28,028,773       | 1,681,384        | 14,324                      | 47,073,146 |
| 2016 | 20,019,124       | 15,807                      | 29,991,766       | 1,766,605        | 8,476                       | 51,801,778 |
| 2017 | 22,622,619       | 18,734                      | 33,576,955       | 1,847,972        | 9,986                       | 58,076,266 |
| 2018 | 28,198,662       | 34,131                      | 41,510,280       | 2,043,880        | 8,952                       | 71,795,905 |
| 2019 | 29,686,573       | 37,725                      | 45,574,264       | 2,135,185        | 8,814                       | 77,442,561 |
| 2020 | 31,229,143       | 48,083                      | 46,270,347       | 2,199,691        | 9,243                       | 79,756,507 |
| 2021 | 31,347,844       | 61,262                      | 47,029,185       | 2,284,574        | 11,831                      | 80,734,696 |
| 2022 | 31,644,411       | 78,737                      | 48,146,067       | 2,354,324        | 11,895                      | 82,235,434 |
| 2023 | 32,059,406       | 95,547                      | 50,024,797       | 2,448,653        | 12,349                      | 84,640,752 |
| 2024 | 32,239,033       | 103,475                     | 51,131,851       | 2,496,076        | 16,179                      | 85,986,614 |

Los contribuyentes activos en el padrón del RFC se encuentran predominantemente en la Ciudad de México, pues al mes de agosto de 2017, dicha Entidad Federativa contaba con 11 661 298 contribuyentes.[cita requerida]
| Entidad Federativa  | Contribuyentes activos     |
| ------------------- | -------------------------- |
| Aguascalientes      | 731,535                    |
| Baja California     | 2,192,859                  |
| Baja California Sur | 398,634                    |
| Campeche            | 426,520                    |
| Chiapas             | 1,481,066                  |
| Chihuahua           | 2,133,655                  |
| Coahuila            | 1,662,511                  |
| Colima              | 358,208                    |
| Ciudad de México    | 11,661,298[cita requerida] |
| Durango             | 819,306                    |
| Estado de México    | 6,381,764                  |
| Guanajuato          | 2,620,511                  |
| Guerrero            | 1,074,119                  |
| Hidalgo             | 1,050,519                  |
| Jalisco             | 4,391,533                  |
| Michoacán           | 1,795,758                  |
| Morelos             | 815,156                    |
| Nayarit             | 539,122                    |
| Nuevo León          | 3,595,245                  |
| Oaxaca              | 1,275,197                  |
| Puebla              | 2,340,677                  |
| Querétaro           | 1,084,259                  |
| Quintana Roo        | 926,509                    |
| San Luis Potosí     | 1,094,099                  |
| Sinaloa             | 1,815,117                  |
| Sonora              | 1,640,699                  |
| Tabasco             | 878,955                    |
| Tamaulipas          | 2,062,516                  |
| Tlaxcala            | 460,632                    |
| Veracruz            | 3,302,007                  |
| Yucatán             | 992,620                    |
| Zacatecas           | 631,493                    |
| No especificado     | 1,735                      |

## Titulares
Hasta 2003, la persona titular del SAT se denominó Presidente y se encontraba sujeta al nombramiento directo del Presidente de México. A partir de entonces, el nombramiento del Jefe del SAT, se encuentra sujeto a la ratificación de la Cámara de Senadores o, en su caso, la Comisión Permanente del Congreso de la Unión.
| N.º                                                                                        | Presidente/Jefe              | Periodo                                            |
| ------------------------------------------------------------------------------------------ | ---------------------------- | -------------------------------------------------- |
| 1.º                                                                                        | Tomás Ruiz González          | 1 de julio de 1997 - 25 de febrero de 1998         |
| 2.º                                                                                        | Eduardo González González    | 25 de febrero de 1998 - 7 de julio de 1999         |
| 3.º                                                                                        | Alma Rosa Moreno Razo        | 7 de julio de 1999 - 22 de febrero de 2000         |
| 4.º                                                                                        | Raúl Sánchez Kobashi         | 22 de febrero de 2000 - 30 de noviembre de 2000    |
| 5.º                                                                                        | Rubén Aguirre Pangburn       | 4 de diciembre de 2000 - 18 de junio de 2003       |
| 6.º                                                                                        | José María Zubiría Maqueo    | 2 de julio de 2003 - 5 de julio de 2008            |
| 7.º                                                                                        | Alfredo Gutiérrez Ortiz Mena | 9 de julio de 2008- 30 de noviembre de 2012        |
| 8.º                                                                                        | Aristóteles Núñez Sánchez    | 6 de diciembre de 2012 - 7 de septiembre de 2016   |
| 9.º                                                                                        | Osvaldo Santín Quiroz        | 14 de septiembre de 2016 - 30 de noviembre de 2018 |
| 10.º                                                                                       | Margarita Ríos Farjat        | 13 de diciembre de 2018 - 5 de diciembre de 2019   |
| 11.º                                                                                       | Raquel Buenrostro Sánchez    | 15 de enero de 2020 - 7 de octubre de 2022         |
| 12.º                                                                                       | Antonio Martínez Dagnino     | 10 de octubre de 2022 -                            |
| [ 15 ] [ 16 ] [ 17 ] [ 18 ] [ 19 ] [ 20 ] [ 21 ] [ 22 ] [ 23 ] [ 24 ] [ 25 ] [ 26 ] [ 27 ] |                              |                                                    |